# NK 인테르 자프레시치
NK 인테르 자프레시치(NK Inter Zaprešić)는 크로아티아 자프레시치를 연고로 하는 축구 클럽이며 현재는 드루가 HNL에 참가하고 있다.
1929년 NK 사바(NK Sava)라는 이름으로 창단되었다. 1962년 세라믹 제조 회사인 유고케라미카가 팀의 스폰서를 맡은 뒤부터 NK 유고케라미카(NK Jugokeramika)라는 이름으로 참가하였다. 1991년 크로아티아의 독립과 함께 유고케라미카가 회사 이름을 인케르(Inker, Industrija keramike의 줄임말)로 변경하면서 팀 명칭 또한 NK 인케르 자프레시치(NK Inker Zaprešić)로 변경되었다. 2003년 인케르가 스폰서에서 철수한 뒤부터 팀 명칭을 인테르 자프레시치로 변경하여 오늘에 이른다.

## 성적
- 프르바 HNL (크로아티아 1부 리그, 1회 준우승): 2004–05
- 드루가 HNL (크로아티아 2부 리그, 2회 우승): 2002-03, 2006–07
- 트레차 HNL (크로아티아 3부 리그, 1회 준우승): 2000–01
- 크로아티아 컵 (1회 우승): 1992
- 크로아티아 슈퍼컵 (1회 준우승): 1992

## 역대 감독
| 감독            | 임기        |
| --------------- | ----------- |
| 안테 차치치     | 1993 ~ 1995 |
| 안테 차치치     | 2002 ~ 2003 |
| 안테 차치치     | 2007        |
| 젤코 페트로비치 | 2020        |